# Roman Kostikow
Roman Kostikow (ur. 1 lutego 1901 w Jaśle, zm. 14 lutego 1950 we Wrocławiu) – polski duchowny rzymskokatolicki, starszy kapelan Wojska Polskiego II RP.

## Życiorys
Urodził się 1 lutego 1901 w Jaśle. Kształcił się w C. K. Gimnazjum w Jaśle, jako uczeń VIII klasy u kresu I wojny światowej na przełomie 1918/1919 wziął udział w wojnie polsko-ukraińskiej, a jako czynny wojskowy w 1919 zdał w tej szkole egzamin dojrzałości. 
Święcenia kapłańskie otrzymał 27 maja 1923 w Przemyślu. Ukończył studia z tytułem magistra. W latach 1923–1928 posługiwał jako wikariusz i katecheta w polskich parafiach w Łańcucie, skąd w 1926 został przeniesiony do Błażowej. Stamtąd w 1928 został mianowany administratorem Parafii Matki Bożej Szkaplerznej w Kąkolówce, następnie był tamtejszym proboszczem do 1931.
W 1931 został zwolniony z obowiązków w diecezji, przeniesiony do służby duszpasterskiej Wojska Polskiego i mianowany na stopień kapelana (odpowiednik kapitana) ze starszeństwem z dniem 1 lipca 1931 (według innego źródła ze starszeństwem od 1 stycznia 1932). Jako kapelan rezerwy powołany do służby czynnej w dniu 27 czerwca 1935 został przemianowany na zawodowego kapelana wojskowego ze starszeństwem z 1 stycznia 1932 i lokatą 1. Służył jako kapelan garnizonu Wilno (w 1932 jako oficer rezerwy powołany do służby czynnej). Później został przeniesiony do Sanoka, gdzie został administratorem ustanowionej przy 2 pułku Strzelców Podhalańskich parafii wojskowej pod wezwaniem Chrystusa Króla do 1939 (jego poprzednikiem był ks. kpl. Bronisław Nowyk). W latach 30. zajmował się organizowaniem kwatery dla żołnierzy poległych w latach 1918-1920 na sanockim cmentarzu. Został mianowany starszym kapelanem (major) z dniem 19 marca 1939. Przed 1939 został odznaczony Srebrnym Krzyżem Zasługi.
Po wybuchu II wojny światowej i kampanii wrześniowej w 1939 został wzięty do niewoli przez Niemców, po czym był osadzony w niemieckich obozach jenieckich: wraz z innymi oficerami 2 pułku Strzelców Podhalańskich przebywał w Oflagu VII A Murnau, Oflagu VI E Dorsten, Oflagu VI B Dössel i Oflagu X C Lubece) od 1939 do 1945. Po oswobodzeniu pełnił funkcję naczelnego kapelana obozu w Dössel, a później objął stanowisko dziekana I Korpusu Armii Brytyjskiej na obszarze Niemiec
Po zakończeniu wojny, w grudniu 1945 został duchownym w kościele św. Michała Archanioła w Nowej Soli na Ziemiach Odzyskanych. Od 25 lipca 1946 pełnił urząd proboszcza tamtejszej parafii św. Michała Archanioła. Od podstaw tworzył polską parafię w tym mieście. We wrześniu 1946 został mianowany na urząd wikariuszem substytutem w Dekanacie Nowa Sól. Wystąpił z inicjatywą zaproszenia księży kapucynów celem ich przeniesienia do Nowej Soli, w której panował niedostatek duchownych. Osiedli oni w późniejszym Kościele św. Antoniego (wcześniej świątynia ewangelicka) i współpracowali z parafią św. Michała Archanioła i ks. Kostikowem. Pełnił stanowisko dziekana dekanatu kożuchowskiego.
Zmarł 14 lutego 1950 na ulicy we Wrocławiu. 17 lutego 1950 został pochowany na cmentarzu przy kościele w Nowej Soli.